# Penisola Trudnyj
La penisola Trudnyj (in russo полуостров Трудный) si trova sulla costa occidentale del mar del Giappone, in Russia. Ricompresa a est nel Circondario urbano di Nachodka e a ovest nel Partizanskij rajon, si estende nel Territorio del Litorale (Circondario federale dell'Estremo Oriente).

## Geografia
La penisola divide il golfo Vostok (a ovest) dal golfo di Nachodka (a est). La costa è caratterizzata da una forte irregolarità con molte piccole baie, la maggiore delle quali è la stretta baia Nachodka, in corrispondenza della cittadina omonima, delimitata ad est da capo Astaf'eva (мыс Астафьева). Vi sono sia spiagge basse di sabbia e ghiaia, sia scogliere a picco, le più famose delle quali sono le "rocce nere" a capo Tungus (мыс Тунгус). Il punto più alto è il monte Krestovaja (376 m). A ovest, la penisola è delimitata dalla foce del fiume Litovka, a est dalla foce del fiume Partizanskaja. A sud est, poco distante dalla costa, si trova l'isola Lisij.